# Mocajuba
Mocajuba is een gemeente in de Braziliaanse deelstaat Pará. De gemeente telt 24.695 inwoners (schatting 2009).